# Bernadett Baczkóová
Bernadett Baczkó, (* 8. ledna 1986 Budapešť, Maďarsko) je reprezentantka Maďarska v judu.

## Sportovní kariéra
S judem začínala v Budapešti v kluby KSI SE pod vedením Gábor Pánczéla. V juniorských letech se vezla na úspěšné vlné maďarských judistek (Anett Mészárosová, Éva Csernoviczkiová). Přechod mezi seniorky zvládla bez potíží a třetím místem na mistrovství světa v roce 2007 si zajistila účast na olympijských hrách v Pekingu. V Pekingu jí ve druhém kole chybělo více štěstí proti exkrajance Pekliové. Prohrála na koku a obsadila 7. místo.
V sezoně 2009 jí v lehké váze vyrostla zdárná konkurentka Hedvig Karakasová, kvůli které nakonec přešla v sezoně 2010 do polostřední váhy. V této váze se jí však nedařilo a její výkonnost rok od roku klesala.

## Výsledky
| Turnaj             | 2002       | 2003       | 2004       | 2005       | 2006       | 2007       | 2008       | 2009       | 2010             | 2011             | 2012             | 2013             |                  |
| Turnaj             | 16         | 17         | 18         | 19         | 20         | 21         | 22         | 23         | 24               | 25               | 26               | 27               |                  |
| Turnaj             | lehká váha | lehká váha | lehká váha | lehká váha | lehká váha | lehká váha | lehká váha | lehká váha | polostřední váha | polostřední váha | polostřední váha | polostřední váha | polostřední váha |
| ------------------ | ---------- | ---------- | ---------- | ---------- | ---------- | ---------- | ---------- | ---------- | ---------------- | ---------------- | ---------------- | ---------------- | ---------------- |
| Olympijské hry     |            |            | —          |            |            |            | 7.         |            |                  |                  | —                |                  |                  |
| Mistrovství světa  |            | —          |            | —          |            | 3.         |            | —          | —                | úč.              |                  | —                |                  |
| Mistrovství Evropy | —          | —          | —          | —          | 5.         | úč.        | úč.        | —          | —                | úč.              | —                | úč.              |                  |
| ME do 23 let       |            | 2.         | —          | 3.         | 3.         | 1.         | 1.         |            |                  |                  |                  |                  |                  |
| MS juniorů         | —          |            | úč.        |            |            |            |            |            |                  |                  |                  |                  |                  |
| ME juniorů         | —          | 2.         | 1.         | 2.         |            |            |            |            |                  |                  |                  |                  |                  |
| ME kadetů          | 1.         |            |            |            |            |            |            |            |                  |                  |                  |                  |                  |